# 藤こよみ
藤 こよみ（ふじ こよみ）は、日本の漫画家。
2009年、「このこここのこ」を一迅社『月刊ComicREX』にて連載開始。2010年10月号にて完結。2010年、「ヤシコー初代生徒会」を双葉社『コミックハイ!』にて連載開始。

## 作品リスト

### 連載
- このこここのこ（『月刊ComicREX』2009年7月号 - 2010年10月号） - 連載デビュー作。
- ヤシコー初代生徒会（『コミックハイ!』2010年 - 2011年）
- ひとつ屋根の下の（『コミックハイ！』2012年8月号 - 2014年3月号）
- 買い食いハラペコラ（『コミックハイ！』2015年、『月刊アクション』2015年 - 2017年）
- ものカノ もののけ彼女たちとマッチングした主食の俺（『WEBコミックガンマぷらす』2020年 - 2022年）
- 年齢制限付き乙女ゲーの悪役令嬢ですが、堅物騎士様が優秀過ぎてRイベントが一切おきない（原作：来須みかん、『WEBコミックガンマぷらす』2023年 - ）

### 読み切り
- プルケリマ（『ピュア百合アンソロジー ひらり、』Vol.3、2010年）
- じゃじゃ馬ならし（『別冊 部活女子アンソロジー ほうかご！』2012年）
- 犬と猫（『ピュア百合アンソロジー ひらり、』Vol.9、2012年）
- Restart（『ピュア百合アンソロジー ひらり、』vol.11、2013年）
- 私の一番の友達（『まんがタイムきらら☆マギカ』Vol.19、2015年）

### 書籍
- 『このこここのこ』、一迅社〈REXコミックス〉2009年 - 2010年、全3巻
- 『ヤシコー初代生徒会』、双葉社〈アクションコミックスコミックハイブランド〉2011年 - 2012年、全2巻
- 『ひとつ屋根の下の』、双葉社〈アクションコミックスコミックハイブランド〉2013年 - 2014年、全3巻
- 『買い食いハラペコラ』、双葉社〈アクションコミックス〉2016年 - 2017年、全3巻
- 『ものカノ もののけ彼女たちとマッチングした主食の俺』、竹書房〈バンブー・コミックス〉2021年 - 2022年、全3巻
- 『年齢制限付き乙女ゲーの悪役令嬢ですが、堅物騎士様が優秀過ぎてRイベントが一切おきない』、竹書房〈バンブー・コミックス〉2023年 - 、既刊3巻（2025年1月7日現在）